# 巴黎會議 (1856年)
巴黎會議（法語：Congrès de Paris）是指在1856年時，在法國巴黎舉行的一系列外交會議。這些會議的目的是針對近3年前爆發的克里米亞戰爭，邀集交戰雙方展開和平談判。其中法蘭西第二帝國、大英帝國、俄羅斯帝國、奧地利帝國、普魯士王國、鄂圖曼帝國和薩丁尼亞王國的外交代表出席這次會議，由法國總理亞歷山大·科隆納-瓦萊夫斯基主持。最終會議協議為繼續承認鄂圖曼帝國，並恢復俄羅斯和鄂圖曼帝國開戰前的領土邊界。